# می والاس
می والاس (انگلیسی: May Wallace؛ ‏ ۲۳ اوت ۱۸۷۷ – ۱۱ دسامبر ۱۹۳۸) بازیگر اهل ایالات متحده آمریکا بود.
از فیلم‌هایی که وی در آن نقش داشته‌است، می‌توان به زنوبیا، عاشقی کن و اشک بریز، بیمارستان ولایت، دوتا دوتا، پسر مامان‌بزرگ، هارولد لوید به دانشگاه می‌رود، ملوانان، مراقب باشید!، حالا یکی هم من بگم، به‌سوی غرب، شرکت بارنوم و رینگلینگ، روز درخت‌کاری و در مسیر اشتباه اشاره کرد.